# Going in Style
Cet article concerne le film de 1979. Pour le remake, voir Braquage à l'ancienne.
Pour plus de détails, voir Fiche technique et Distribution.
Going in Style est un film américain réalisé par Martin Brest, sorti en 1979.

## Synopsis
Joe, Al et Willie sont trois vieux retraités. Ils vivent en colocation dans le Queens et n'attendent plus que de mourir. Ils passent leurs journées à trainer au parc et à nourrir les pigeons. Mais Joe s'ennuie profondément. Après s'être rendu à la banque pour son maigre chèque de pension de retraite, Joe pense à quelque chose qui remettra un peu de piment dans leurs vies : braquer une banque. Cette idée insensée plait cependant immédiatement à Al et Willie, eux aussi lassés de la monotonie de leur vie. Sur le papier, leur plan est simple : déguisés en clones de Groucho Marx, ils vont entrer armés dans leur banque pour voler uniquement l’argent des caisses. Mais dans les faits, la mission ne sera pas aussi facile pour ces papys au casier judiciaire vierge. Après cela, alors qu'ils ont repris goût à la vie, ils s’envolent pour la première fois vers Las Vegas et ses célèbres casinos.

## Fiche technique
Sauf indication contraire, les informations mentionnées dans cette section peuvent être confirmées par la base de données cinématographiques IMDb,  présente dans la section « Liens externes ».
- Titre original : Going in Style
- Réalisation : Martin Brest
- Scénario : Martin Brest, d'après une histoire d'Edward Cannon
- Direction artistique : Fred Price et Gary Weist
- Décors : Stephen Hendrickson
- Costumes : Anna Hill Johnstone
- Photographie : Billy Williams
- Montage : Carroll Timothy O'Meara et Robert Swink
- Musique : Michael Small
- Production : Tony Bill et Fred T. Gallo

Producteur délégué : Leonard Gaines
- Sociétés de production : Warner Bros.
- Société de distribution : Warner Bros. (États-Unis)
- Budget : n/a
- Pays d'origine :  États-Unis
- Langue originale : anglais
- Format : couleur (Technicolor) - 1.85:1 - son mono
- Genre : comédie dramatique, film de casse
- Durée : 97 minutes
- Dates de sortie[2] : 
  -  États-Unis : 25 décembre 1979

## Distribution
- George Burns : Joe
- Art Carney : Al
- Lee Strasberg : Willie
- Charles Hallahan : Pete
- Pamela Payton-Wright : Kathy
- Siobhan Keegan : Colleen
- Brian Neville : Kevin

## Production

### Tournage
Le tournage a eu lieu à New York (Kaufman Astoria Studios dans le Queens, aéroport international de New York-John F. Kennedy, etc.) ainsi qu'à Las Vegas.

## Accueil

### Box-office
Aux États-Unis, le film a enregistré 26 869 286 $. Il n'est pas sorti au cinéma en France.

## Distinctions
Source : Internet Movie Database

### Récompense
- Mostra de Venise 1980 : prix Pasinetti du meilleur acteur pour George Burns, Art Carney et Lee Strasberg

### Nomination
- Mostra de Venise 1980 : en compétition pour le Lion d'or

## Remake
Zach Braff a réalisé un remake du film, intitulé Braquage à l'ancienne en France. Sorti en 2017, il met en scène Morgan Freeman, Michael Caine et Alan Arkin dans les rôles principaux.